# Deborah Garrison
Deborah Garrison (* 1965 in Ann Arbor, Michigan) ist eine US-amerikanische Dichterin. 
Sie studierte an der Brown University, wo sie den Bachelor creative writing erlangte und an der New York University, wo sie den Master in Literatur erhielt. Danach arbeitete sie 15 Jahre beim The New Yorker in der Redaktion, bevor sie zu Alfred A. Knopf und Pantheon Books wechselte.
Deborah Garrison lebt in Montclair (New Jersey).

## Werke
- A Working Girl Can't Win and other Poems. Random House, New York, NY u. a. 1998, ISBN 0-679-45145-5.
- The Second Child. Poems. Random House, New York, NY u. a. 2000, ISBN 978-1-4000-6359-8.